# Nassim Hnid
Nassim Hnid (Zarzis, 12 maart 1997) is een Tunesische voetballer die als centrale verdediger speelt. Hij verruilde in augustus 2020 CS Sfaxien voor AEK Athene, waar hij een contract tekende tot 2024. Hnid komt sinds 2019 uit voor de nationale ploeg van Tunesië.

## Carrière

### AEK Athene
Op 20 augustus 2020 tekende Hnid een contract voor 4 jaar bij AEK Athene. Athene betaalde rond de 620.000 euro voor hem aan CS Sfaxien.

## Clubstatistieken
| Seizoen         | Club            | Land                 | Competitie      | Competitie | Competitie | Beker | Beker | Confederation Cup | Confederation Cup | Europees | Europees | Totaal | Totaal |
| Seizoen         | Club            | Land                 | Competitie      | Wed.       | Dlp.       | Wed.  | Dlp.  | Wed.              | Dlp.              | Wed.     | Dlp.     | Wed.   | Dlp.   |
| --------------- | --------------- | -------------------- | --------------- | ---------- | ---------- | ----- | ----- | ----------------- | ----------------- | -------- | -------- | ------ | ------ |
| 2015/16         | CS Sfaxien      | Vlag van Tunesië     | Ligue I Pro     | 0          | 0          | 0     | 0     | 0                 | 0                 | —        | —        | 0      | 0      |
| 2016/17         | CS Sfaxien      | Vlag van Tunesië     | Ligue I Pro     | 6          | 0          | 0     | 0     | 0                 | 0                 | —        | —        | 6      | 0      |
| 2017/18         | CS Sfaxien      | Vlag van Tunesië     | Ligue I Pro     | 10         | 0          | 3     | 0     | 0                 | 0                 | —        | —        | 13     | 0      |
| 2018/19         | CS Sfaxien      | Vlag van Tunesië     | Ligue I Pro     | 21         | 1          | 4     | 0     | 12                | 2                 | —        | —        | 37     | 3      |
| 2019/20         | CS Sfaxien      | Vlag van Tunesië     | Ligue I Pro     | 15         | 0          | 2     | 0     | 0                 | 0                 | —        | —        | 17     | 0      |
| 2020/21         | AEK Athene      | Vlag van Griekenland | Super League    | 10         | 0          | 2     | 0     | —                 | —                 | 2        | 0        | 14     | 0      |
| Carrière totaal | Carrière totaal | Carrière totaal      | Carrière totaal | 62         | 1          | 11    | 0     | 12                | 2                 | 2        | 0        | 84     | 3      |

Bijgewerkt op 25 mei 2021.